# Cresolrood
Cresolrood is een paars poeder en wordt gebruikt als pH-indicator om bij een zuur-basetitratie het equivalentiepunt te bepalen. Cresolrood heeft 2 omslaggebieden. Het eerste omslaggebied van cresolrood ligt tussen pH 0,2 (oranjerood) en 1,8 (geel). Het tweede omslaggebied loopt van pH 7,0 (geel) tot pH 8,8 (paars).
Hoewel het omslagtraject en de kleurverandering van cresolrood totaal verschillen van die van fenolftaleïne, vertonen beide stoffen dezelfde basisstructuur, en ligt ook een gelijksoortige reactie aan de basis van het ontstaan van de kleur in beide verbindingen: bij een bepaalde pH-waarde laat de zuurgroep (hier de sulfonzuurgroep in fenolftaleïne de carbonzuurgroep) los van het centrale koolstofatoom, waardoor een groot geconjugeerd systeem ontstaat, met de daarbij horende absorptie in het zichtbare gebied.